# Dibromodifluorométhane
Le dibromodifluorométhane est un halogénoalcane. C'est une liquide incolore et non-inflammable. Parmi les halon 1211, 2402 et 1301, il est l'extincteur d'incendie le plus efficace mais aussi le plus toxique.
Il a un potentiel de déplétion ozonique (ODP) de 0,4.